# Kastningite
La kastningite è un minerale, dimorfica con la mangangordonite e di struttura analoga alla stewartite, del cui gruppo fa parte.

## Etimologia
Il nome è in onore del collezionista ed amatore di minerali tedesco Jürgen Kastning (1932-  ), specializzato nei fosfati, che ha scoperto i primi esemplari.